# Sebastián Tomás
Sebastián Tomás o Thomás (Teruel, c. 1725 - Madrid, 20 de noviembre de 1792) fue un compositor y maestro de capilla español.

## Vida
Sebastián Tomás nació en Teruel hacia 1725 y probablemente se formó musicalmente en la catedral local, posiblemente con el maestro Luis Pastor. Sucedería a su maestro en fecha desconocida en el magisterio de la Catedral de Teruel, donde permaneció en el cargo hasta 1752.
En 1752 fue elegido maestro de capilla de la Catedral de Valladolid, tomando posesión del cargo el 15 de septiembre. Permanecería en el cargo 38 años, hasta el 15 de noviembre de 1790. En Valladolid, el 19 de agosto de 1774, hubo un robo en la casa de Tomás, que fue investigado por la Real Chancillería de Valladolid.
Ya muy mayor, en 1790, fue nombrado maestro de capilla de la Real Monasterio de la Encarnación de Madrid. Solo estuvo dos años y fallecería allí el 20 de noviembre de 1792, siendo enterrado en el mismo monasterio.

En veinte días del mes de noviembre de 1792 musió nuestro don Sebastián Tomás, capellán titular y Maestro de capilla de esta Real casa. Se le enterró el día 22 por la mañana, después de haberle cantado vigilia y la misa de cuerpo presente; en la Iglesia se le enterró en Nuestra bóveda en al sepultura número 18 con el oficio de sepultura; hubo todos los instrumentos de la capilla por convite que hizo el Sor antiguo, en nombre de la capilla, siendo la costumbre que hay de esto con los Maestros de CApilla y asistieron varias voces de la Capilla de las Descalzas Reales al dicho entierro: el día 23 del dicho mes y año se le hicieron las honras, todo con la solemnidad que acostumbra nuestra Venerable Congregación. Vivía en la calle Misericordia de las Descalzas Reales, en compañía de otro capellán de aquella Real Capilla; Parroquia de San Martín.
Tabla y Libro de Depossitos, fol. 37r

Le sucedió en el cargo Francisco Antonio Gutiérrez.

## Obra

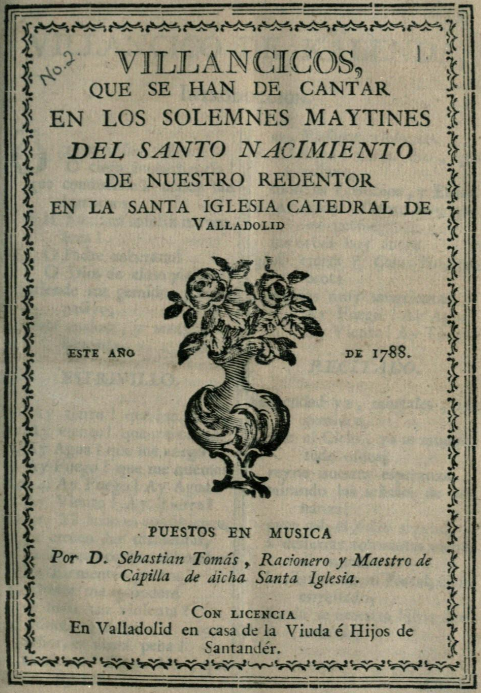
Villancicos que se han de cantar en los solemnes maytines del santo nacimiento en la Santa Iglesia Catedral de Valladolid este año de 1788. Puestos en música por D. Sebastián Tomás, Racionero y Maestro de Capilla de dicha Santa Iglesia. (1788)

Se conservan composiciones de Tomás en los archivos de las catedrales de Palencia, Cuenca y Valencia. Además también hay obra suya en las catedrales de Teruel, Valladolid, Burgos, Santo Domingo de la Calzada y la Colegiata de Roncesvalles, además del Monasterio de San Pedro de las Dueñas. Barbieri también menciona una serie de obras de Tomás.